# البنك المركزي الليبيري
البنك المركزي الليبيري هو البنك المركزي لدولة ليبيريا. يقع البنك في مونروفيا، عاصمة دولة ليبيريا.و هو عضو في تحالف الشمول المالي.

## التاريخ
قبل عام 2000، كان البنك المركزي الليبيري هو البنك الوطني الليبيري. تأسس البنك المركزي الليبيري، في 18 أكتوبر 1999 بموجب قانون صادر عن الهيئة التشريعية الليبيرية، وبدأ عملياته في عام 2000 ، حيث تم حل البنك الوطني الليبيري.

## روابط خارجية
- البنك المركزي الليبيري الموقع الرسمي